# ELEVEN FIRE CRACKERS
『ELEVEN FIRE CRACKERS』（イレヴン・ファイヤー・クラッカーズ）は、ELLEGARDENの5作目のスタジオ・アルバムである。2006年11月8日発売。

## 概要
フルアルバムとしては5枚目となる。ライナーノーツはROCKIN'ON JAPAN編集長の山崎洋一郎が手掛けている。ライブ、フェス、取材の合間を縫って行なわれたレコーディングには苦労したようで、発売日は2度（1度目は発売日が発表される前）延期されている。
生形はELLEGARDENの中で最もロック色が強いアルバムだと述べている。
細美はのちに本アルバムを「崩壊寸前のバンドだからこそ出せた凄みがある」と述べており、メンバーも活動休止前の作品では本アルバムを最高傑作にあげている。
売上枚数は現在まで45万枚を超えている。インディーズ・アーティストによるオリコン週間アルバムチャートでの初登場首位はHY、ロードオブメジャー、Def Techに次ぎ4組目となった。

## 収録曲
| 全作詞・作曲: 細美武士。 |                              |          |            |      |
| #                        | タイトル                     | 作詞     | 作曲・編曲 | 時間 |
| 1.                       | 「Opening」                  | 細美武士 | 細美武士   | 0:40 |
| 2.                       | 「Fire Cracker」             | 細美武士 | 細美武士   | 3:15 |
| 3.                       | 「Space Sonic」(5thシングル) | 細美武士 | 細美武士   | 3:28 |
| 4.                       | 「Acropolis」                | 細美武士 | 細美武士   | 3:04 |
| 5.                       | 「Winter」                   | 細美武士 | 細美武士   | 3:07 |
| 6.                       | 「Gunpowder Valentine」      | 細美武士 | 細美武士   | 2:50 |
| 7.                       | 「アッシュ」                 | 細美武士 | 細美武士   | 3:06 |
| 8.                       | 「Salamander」(6thシングル)  | 細美武士 | 細美武士   | 3:46 |
| 9.                       | 「高架線」                   | 細美武士 | 細美武士   | 2:24 |
| 10.                      | 「Alternative Plans」        | 細美武士 | 細美武士   | 3:20 |
| 11.                      | 「Marie」                    | 細美武士 | 細美武士   | 3:26 |

## 曲解説
1. Opening
活動再開後もSEとして使用されることが多い。
2. Fire Cracker
PVが制作されている。『ELLEGARDEN BEST 1999-2008』にも収録。「Opening」と繋がっており、ライブでもオープニングナンバーとして披露されることが多い。
3. Space Sonic
5thシングル。『ELLEGARDEN BEST 1999-2008』にも収録。
4. Acropolis
5. Winter
6. Gunpowder Valentine
7. アッシュ
8. Salamander
6thシングルをアルバム・バージョンで収録。『ELLEGARDEN BEST 1999-2008』にもこのバージョンで収録。
9. 高架線
PVが制作されている。『ELLEGARDEN BEST 1999-2008』にも収録。
10. Alternative Plans
6thシングルのカップリング曲。最初に弾き語りのようなフレーズが追加されて再録された。
11. Marie

Sound Producer：ホリエアキラ